# House of Lords Act 1999
Lire en ligne

(en) Lire sur le site officiel

Life Peerages Act 1958
Le « House of Lords Act (1999) » est une loi du Parlement britannique qui a profondément réformé la Chambre des lords, la chambre haute du Parlement du Royaume-Uni.
Pendant des siècles, la Chambre des lords fut composée de membres qui obtenaient leur siège par héritage. La loi de 1999 abolit ce droit automatique héréditaire. Néanmoins, en guise de compromis, elle a permis à quatre-vingt-douze pairs héréditaires de rester au Parlement durant une période transitoire. Ces pairs héréditaires sont élus par les pairs tous ensemble.
En conséquence de cette loi, la majorité des membres de la Chambre des lords est désormais constituée de « pairs à vie » (titre non héréditaire), dont le nombre augmente progressivement depuis le « Life Peerages Act » de 1958.

## Histoire

### Contexte
À l'origine, les Lords formaient la plus puissante des deux chambres du Parlement. Un processus d'évolution graduelle, associé à des moments de crise comme la Première Guerre Civile anglaise, a transféré le contrôle politique en Angleterre d'abord de la Couronne à la Chambre des lords puis à la Chambre des communes. La richesse croissante aux Communes lui a finalement permis de mener deux guerres civiles, de détrôner deux rois, et de réduire progressivement le pouvoir de la Chambre des lords. Avant même l'acte de 1999, les pouvoirs de cette chambre avaient été réduits par les Parliament Acts de 1911 et 1949 qui retirèrent à la Chambre son droit de bloquer l'adoption de la plupart des lois ; elle peut alors, au plus, retarder l'adoption des lois pendant un an. De plus, les Communes possèdent un pouvoir absolu au sujet des lois de finance.
En 1997, après dix-huit ans de pouvoir conservateur, les travaillistes menés par Tony Blair remportent une écrasante victoire à la Chambre des communes, imposant aux conservateurs leur plus grosse défaite depuis 1832. Depuis des années, la suppression des lords non élus, figure au programme du Parti travailliste. En 1992, cet objectif est remplacé par une réforme de la Chambre.
La Chambre des lords, traditionnellement conservatrice (ou favorable aux libéraux), s'opposa de nombreuses fois aux lois proposées par le gouvernement « New Labour ». Durant la première session du 52e Parlement (qui s'étend sur une partie de 1997 et l'essentiel de 1998), elle a rejeté trente-trois fois les projets de lois déposés par les travaillistes. Le rejet considéré comme le plus litigieux fut celui de l'European Elections Bill que les Lords rejetèrent cinq fois, ce qui ne s'était encore jamais vu. Tony Blair déclara que les Lords « contrecarraient » la volonté de la « Chambre des communes élue démocratiquement ». Blair trouva ici l'occasion de mettre en œuvre l'une des promesses électorales des travaillistes : « réformer » la Chambre des lords.
Lors de l'ouverture de la deuxième session du Parlement le 24 novembre 1998, la reine prononce son traditionnel discours du Trône ; le discours est écrit en son nom par le parti au pouvoir qui précise ses propres projets législatifs pour l'année à venir et non les vues personnelles du souverain. Dans ce discours, la reine propose que son gouvernement (en fait, le Parti travailliste) mette en œuvre une réforme de la Chambre des lords. Cette partie du discours a été suivie par des approbations de la part des partisans travaillistes et par des cris hostiles (« Honte ! Honte ! ») de la part des pairs conservateurs. De tels éclats étaient une première, le discours de la reine étant traditionnellement écouté par un parlement silencieux.

### Adoption
Il était attendu que le House of Lords Bill rencontrât une opposition féroce à la deuxième chambre. Plusieurs lords ont menacé de perturber le vote des autres projets de loi du Gouvernement si ce dernier persistait à vouloir abolir le droit des pairs héréditaires à siéger à la Chambre des lords. Le comte d’Onslow par exemple déclara : « Je suis heureux de provoquer un vote par division sur chaque article du Scotland Bill. Chaque division prend vingt minutes et il y a deux cent soixante-dix articles ». Et beaucoup d'autres méthodes d'obstruction parlementaire sont à la disposition des Lords.
Afin de convaincre quelques pairs de voter pour sa réforme, Tony Blair propose un compromis permettant à un certain nombre de pairs héréditaires de rester à la Chambre des lords à titre transitoire. Le 2 décembre 1998, William Hague, chef de l'opposition conservatrice, s'élève à la Chambre des communes contre le plan du Premier ministre Blair. Il suggère que le compromis proposé par Blair implique par ce dernier un reniement de ses principes. Hague indique ensuite que le Parti conservateur n'accepterait pas une réforme constitutionnelle qui ne serait « basée sur aucun plan d'ensemble ou sur aucun principe ». Les remarques du chef de l'Opposition se retournent contre lui quand Tony Blair révèle que les conservateurs de la Chambre des lords soutiendront finalement la réforme et qu'il a passé un accord secret avec le vicomte Cranborne, chef des lords conservateurs. William Hague démit immédiatement lord Cranborne de ses fonctions mais plusieurs lords conservateurs de premier plan démissionnèrent en signe de protestation.
Le 19 janvier 1999, le Premier ministre Blair présente le projet de loi à la Chambre des communes. Le 16 mars, les Communes l’adoptent par 340 voix pour et 132 contre. Le lendemain, il est présenté à la Chambre des lords où le débat est beaucoup plus long. Un amendement significatif à la loi fut l'amendement Weatherill, déposé par lord Weatherill (ancien speaker des Communes) qui met en place le compromis entre Tony Blair et le vicomte Cranborne permettant à 92 pairs héréditaires de rester membres de la Chambre des lords.
Plusieurs controverses techniques furent soulevées à la Chambre des lords. Une d'entre elles relève de l'acte d’Union de 1707 entre l'Angleterre et l'Écosse pour former la Grande-Bretagne. Après de longs débats, le sujet a été transmis à la commission des privilèges de la Chambre des lords.
Selon l'acte d'Union (1707), les lords écossais peuvent élire seize pairs représentants pour siéger en leur nom à la Chambre des lords. Le « Peerage Act » (en) de 1963 autorise tous les pairs écossais à siéger à la Chambre des lords et non plus seulement seize d'entre eux. La question était de savoir si la suppression de toute représentation écossaise enfreignait ou non l'acte d'Union. La réponse du Gouvernement fut que l'acte d'Union envisageait des changements à l'élection des pairs représentants. L'argumentation fut que certaines parties de l'acte d'Union sont inaltérables, alors que d'autres ne le sont pas. Par exemple l'Écosse et l'Angleterre sont unies « à jamais », la Court of Session écossaise doit « se maintenir dans tous les temps à venir en Écosse telle qu'elle est aujourd'hui constituée » et l'établissement de l'église d'Écosse est « réellement et inaltérablement assurée ». Néanmoins, il fut suggéré que l'élection des pairs représentants écossais n'est pas immuable mais qu'elle peut être amendée. De plus, le Gouvernement exposa que le Parlement était entièrement souverain et qu'il pouvait à sa guise modifier le contenu de l'acte d'Union. Par exemple, l'acte d'Union de 1800 unissant la Grande-Bretagne et l'Irlande prévoit l'union « à jamais » des deux nations. Néanmoins, une loi votée par le Parlement en 1922 a rendu l'Irlande du Sud indépendante. Ainsi, le raisonnement fut que même les clauses inaltérables sont passibles d'amendement par l'autorité du Parlement. La commission accepta cette argumentation et fit son rapport à la Chambre des lords le 20 octobre 1999. Le projet de loi fut en conséquence déclaré de ce point de vue conforme au droit en vigueur.
Après la prise en compte de ce rapport, la Chambre des lords approuva la loi par 221 pour et 81 contre le 26 octobre. Après que les Lords ont réglé les différences entre leur version et celle issue du vote des Communes, la loi reçoit la sanction royale le 11 novembre 1999.

## Dispositions
L'acte de la Chambre des Lords (1999) dispose d'abord que « nul ne sera membre de la Chambre des lords en vertu d'une pairie héréditaire » ; il considère la principauté de Galles et le comté de Chester comme des pairies héréditaires alors que ces titres, donnés à des héritiers apparents, ne sont jamais hérités. La loi prévoit ensuite que 92 pairs, comprenant le comte-maréchal, le lord-grand-chambellan et 90 autres pairs élus selon le règlement de la Chambre des lords ne sont pas astreints à cette exclusion des pairs héréditaires et qu'après la première session du parlement suivant les lords procèderont à des élections partielles pour remplacer les sièges devenus vacants. La loi prévoit également que les pairs héréditaires ont le droit de voter et de siéger à la Chambre des communes bien qu'ils soient membres de la Chambres des lords. Auparavant, les pairs héréditaires ne pouvaient constitutionnellement pas être électeurs ou membres des Communes. Lord Ancram et quelques autres se sont portés candidats aux Communes à la suite de cette disposition ; la répartition politique des pairs héréditaires laisse penser que ceux qui le feront seront essentiellement des conservateurs.
La loi interdit même aux pairs héréditaires étant les premiers à porter leur titre de siéger automatiquement à la Chambre des lords. Le Gouvernement a néanmoins accepté de donner des titres de pairs à vie à quatre nouveaux pairs héréditaires.
Des pairies à vie ont également été proposées à certains membres de la famille royale (S.A.R. Philip duc d’Édimbourg, S.A.R. Charles prince de Galles, S.A.R. Andrew duc d’York et S.A.R. Edward comte de Wessex) avec de nouvelles pairies héréditaires ; ces offres ont été refusées.
Avant la signe royale de la loi, la Chambre des lords a défini un règlement organisant l'élection des pairs. Ce règlement prévoit que soient élus :
- 2 pairs par les pairs travaillistes ;
- 3 pairs par les pairs libéraux démocrates ;
- 28 pairs par les pairs non apparentés ;
- 42 pairs par les conservateurs ;
- 15 pairs destinés à occuper les postes de vice-lord-speaker et d'autres postes. Ces 15 pairs sont élus par l'ensemble des pairs.

Les élections pour les postes à la Chambre des lords se sont déroulées les 27 et 28 octobre et celles pour les pairs élus selon leur appartenance politique ont eu lieu les 3 et 4 novembre. Les résultats ont été proclamés à la Chambre des lords le 5 novembre. Il était demandé aux votants de classer par ordre de préférence autant de candidats que de postes à pourvoir. Les candidats ayant reçu le plus grand nombre de voix (indépendamment du rang de préférence, ce qui revient à un scrutin majoritaire plurinominal) ont été déclarés élus. Les rangs de préférence n'ont été examinés que dans les cas d'égalité. Ensuite, et jusqu'en novembre 2002, les sièges vacants ont été pourvus par les candidats arrivés après ceux élus lors du scrutin.
Depuis novembre 2002, des élections partielles pourvoient aux vacances des sièges. Les scrutins se font selon le vote alternatif, les pairs classant les candidats par ordre de préférence. Il est possible de préciser autant de préférences que souhaité. Pour remporter l'élection, un pair doit recevoir une majorité de première préférence. Si aucun candidat ne reçoit une telle majorité, le candidat en ayant le moins est éliminé et chacun des votes le concernant est attribué au candidat présent en second choix. Le processus se poursuit jusqu'à ce qu'un candidat obtienne la majorité. Deux élections partielles ont eu lieu en 2003, 1 en 2004, 4 en 2005 et aucune en 2006.
Le gouvernement travailliste devait présenter une loi pour supprimer les 92 pairs héréditaires restant à la Chambre des lords, mais elle n'a toujours pas été présentée.